# Century City

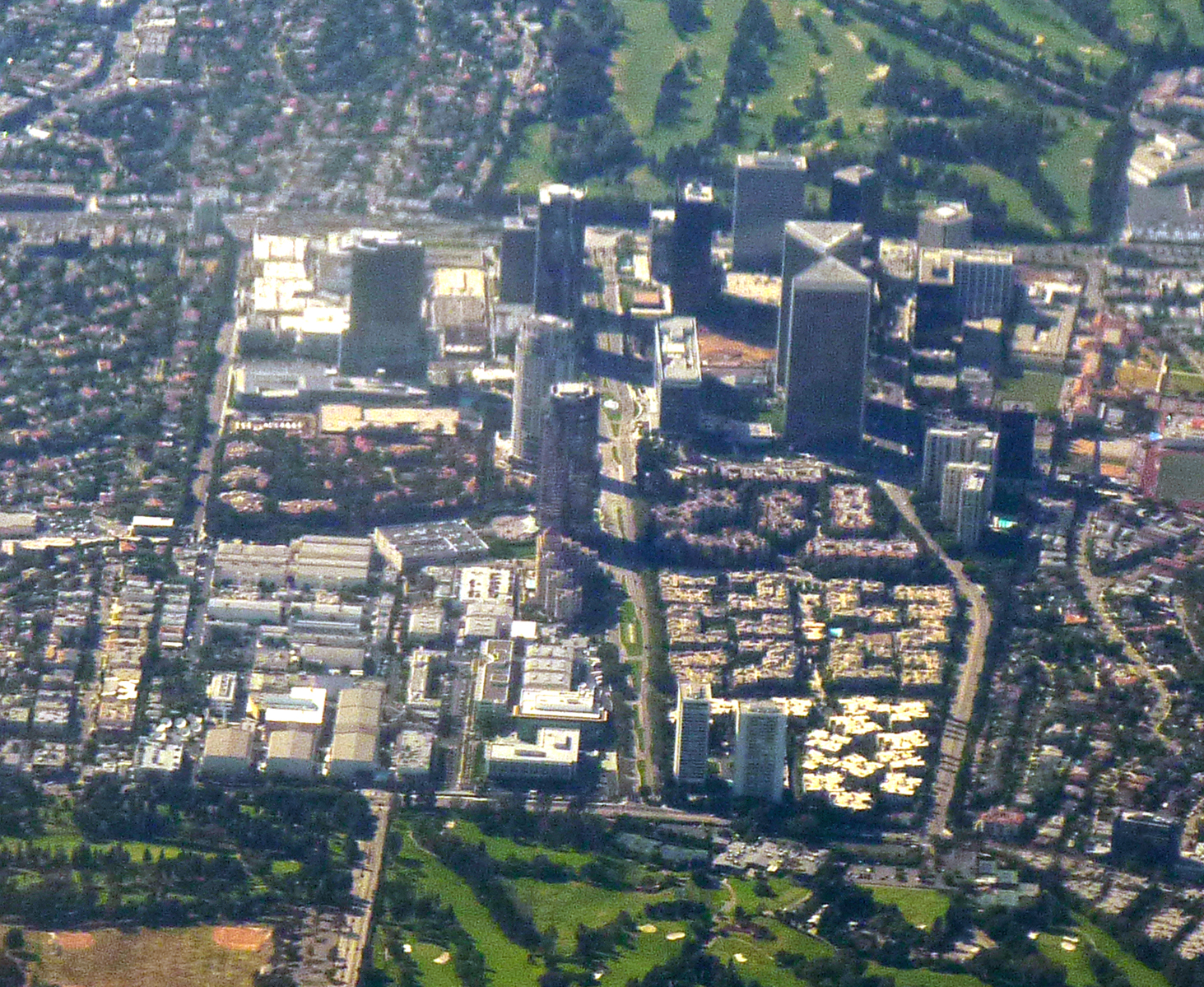
Widok na Century City z lotu ptaka

Century City – dzielnica i kompleks biznesowo-mieszkalny w zachodniej części Los Angeles. W 2008 roku szacowano liczbę mieszkańców na 5934 osób. Położona w południowej części Westside. Jej granice wyznaczają w przybliżeniu Beverly Glen Boulevard, Santa Monica Boulevard, Pico Boulevard i Century Park. Od zachodu graniczy z West Los Angeles, od północy z Westwood, od wschodu z Beverly Hills, od południa z Cheviot Hills.
W przeszłości teren ten stawił część wytwórni filmów 20th Century Fox. W 1961 roku z powodu kłopotów finansowych studio sprzedało obszar prywatnemu deweloperowi, którzy zaczął budować nowy kompleks "miasta w mieście". Pierwszy budynek pod nazwą Century City Gateway West powstał w 1963 roku. Obecnie Century City znane jest jako jedno z centrów biznesowych Los Angeles, znajduje się tu także duże centrum handlowe Westfield Century City Mall.